# Alfonso Lorenzo
Alfonso Lorenzo (datas de nascimento e morte desconhecidas) foi um futebolista argentino que competiu na Copa do Mundo FIFA de 1938, realizada na Itália.